# Ivica Barišić
Ivica Barišić (Sisak, 1960. – Dubrovnik, 11. travnja 2013.) bio je hrvatski kazališni, televizijski i filmski glumac. 
Diplomirao na Akademiji dramske umjetnosti u Zagrebu. U Zagrebačkom kazalištu lutaka radio od 1984. do 1987. godine. Od 1988. godine bio je u stalnom angažmanu Gradskog kazališta Marina Držića u Dubrovniku. Osnovao je kazalište Teatrin u kojem je ujedno bio i glumac i redatelj.

## Filmografija

### Televizijske uloge
- "Sve će biti dobro" (2009.)

### Filmske uloge
- "Libertas" kao zapovjednik straže (2006.)
- "Dubrovački škerac" (2001.)
- "Tužna Jele" kao Božo (1998.) - TV-kazališna predstava
- "Anđele moj dragi" kao MUP-ovac #1 (1996.)

## Vanjske poveznice
- Ivica Barišić u internetskoj bazi filmova IMDb-u (engl.)
- Stranica na Kazalište-Dubrovnik.hr  Arhivirana inačica izvorne stranice od 29. veljače 2012. (Wayback Machine)